# Węzeł taśmowy równoległy

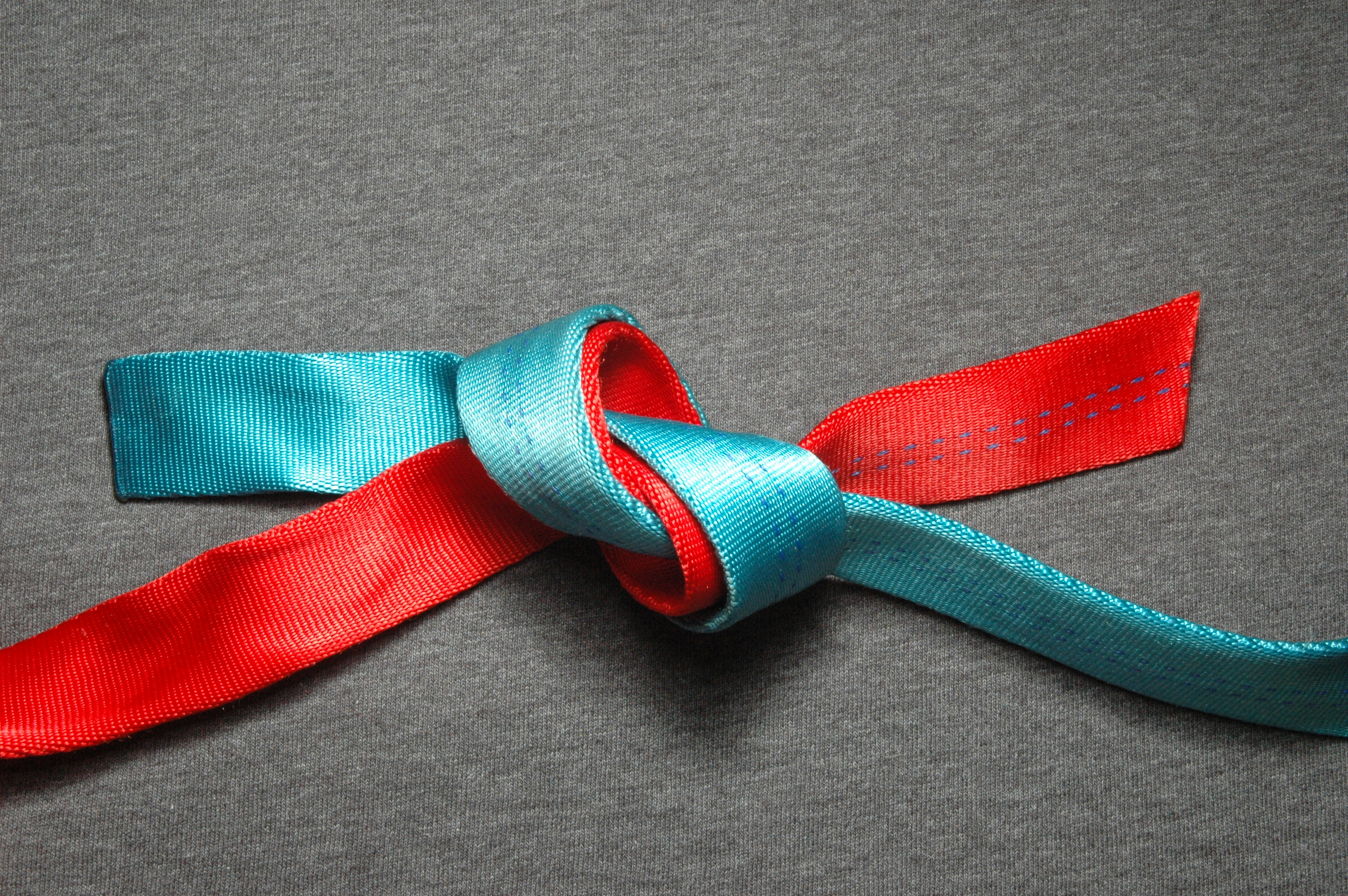
Węzeł taśmowy równoległy (przed zaciśnięciem)

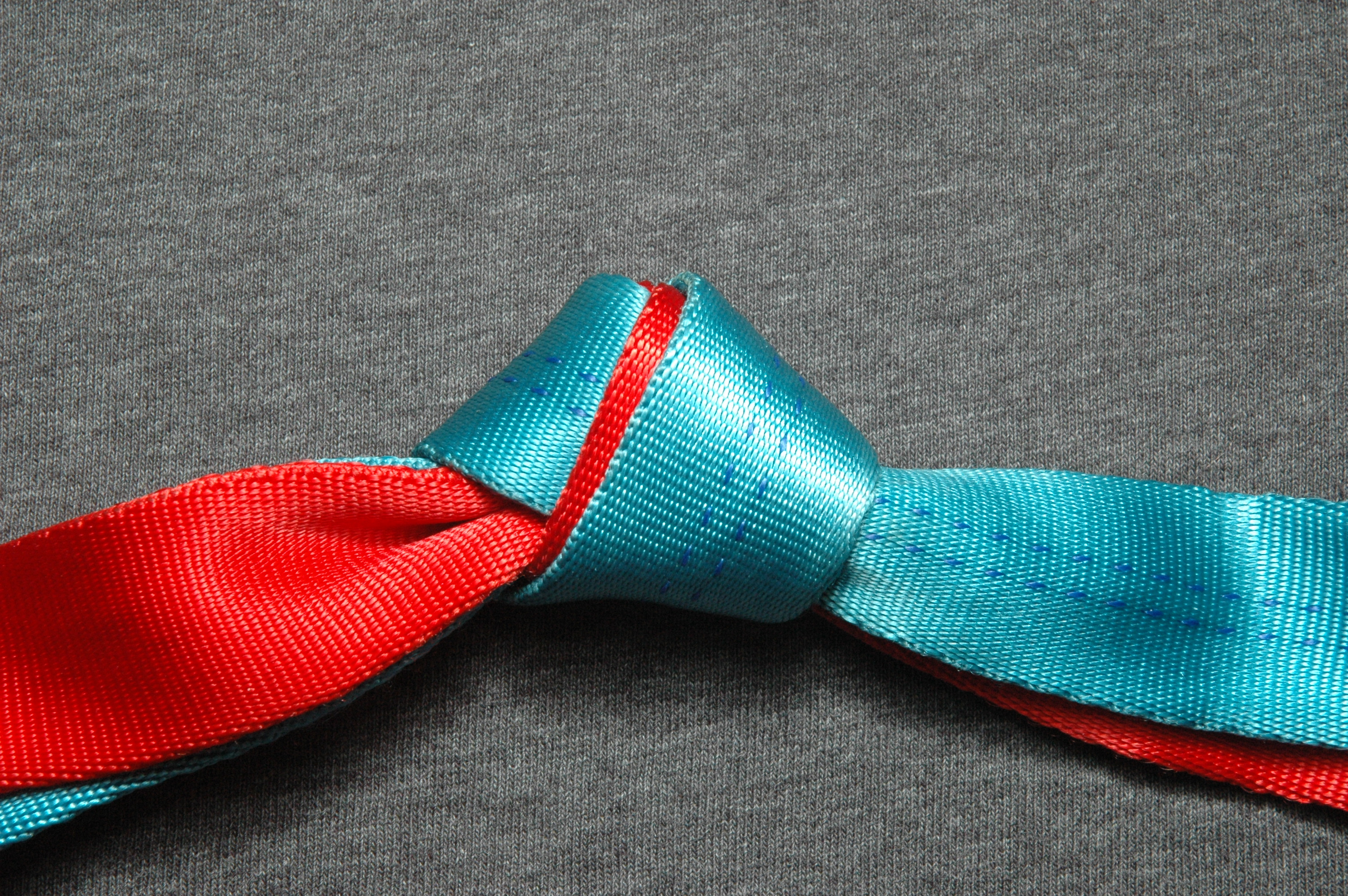
Węzeł taśmowy równoległy (zaciśnięty)

Węzeł taśmowy równoległy – węzeł używany we wspinaczce do wiązania taśm, w szczególności, do zawiązania odcinka taśmy w pętlę. Osłabia wytrzymałość taśmy na rozerwanie o około 40%. Poddawany cyklicznym zmianom obciążenia może przemieszczać się nieznacznie wzdłuż taśmy, w związku z czym musi być wiązany z odpowiednio dużym zapasem wolnych końców taśmy, a ponadto, jego stan powinien być każdorazowo sprawdzany przed wykorzystaniem zawiązanej taśmy. W zależności od materiału, z którego wykonana jest taśma, może zarówno zaciskać się mocno pod obciążeniem, jak i nie zaciskać się wcale. W szczególności, należy uważać na taśmy z dyneemy (lub zawierające znaczny procent włókien z dyneemy w stosunku do poliamidu), gdyż te mogą się samoistnie poluzować nawet po wielokrotnym obciążeniu.
Znane są przypadki samoczynnego rozwiązania się węzła po zaczepieniu jednej z taśm o występ skalny.